# خليل الفهد
خليل الفهد (21 فبراير 1982 -)، إعلامي سعودي وكان مقدم برامج رياضية في قناة العربية، وبعد انتقاله إلى قناة إم بي سي 1 بدأ بالمشاركة بتقديم برنامج «صباح الخير يا عرب».

## حياته
ولد في الكويت حيث كان والده يتواجد هناك في تلك الفترة. بدأ عشقه للإعلام منذ صغره حيث كان يمارس كرة القدم ويقوم بالتعليق على زملائه مقلداً كبار المعلقين المخضرمين آنذاك، التحق في جامعة الملك سعود بالرياض في عام 2000 م في كلية العلوم الإدارية قسم ( إدارة أعمال). شارك في مسابقة "هز الملعب 1″ في صيف 2007 م لاختيار أفضل مذيع على مستوى الوطن العربي للمواهب العربية الشابة والتي نظمتها شبكة قنوات الشوتايم (OSN شبكة اوربت شوتايم حالياً) [ما الأهمية؟] وحصل على المركز الأول بعد أن تم اختياره من قبل لجنة تحكيم ضمت إعلاميين ورياضيين وكان ذلك بعد اجتيازه للتصفيات والنهائيات من بين أكثر من (3000) صوت عربي مشارك،[بحاجة لمصدر] وجاء اختياره وفقاً لمعايير محكّمة وضعتها لجنة التحكيم وكانت تلك المعايير تُعنى بالموهبة الصوتية والقدرة على التحليل الرياضي والوصف والثقافة الرياضية العالمية والعامة والبراعة في اللغة العربية[بحاجة لمصدر] وقبل ساعة من انطلاقة الدوري الإنكليزي في صيف عام 2007 م والذي كانت تملك قنوات الشوتايم حقوق بثه تم إعلان فوزه وقام بتعليق المباراة الافتتاحية في الدوري الإنكليزي بعد لحظات من إعلان فوزه وتتويجه بالمركز الأول في برنامج "هز الملعب 1 "[بحاجة لمصدر]

## حياته المهنية
- عمل في القناة الرياضية السعودية في الرياض متعاوناً وذلك في عام 2007 م وقام بتغطية ميدانية لنهائي كأس الملك بين الاتحاد والهلال عام 2007م.
- عمل معلقاً رياضياً ومقدماً للبرامج الرياضية في شبكة قنوات الشوتايم في أغسطس 2007 م في دبي واستمر بها حتى مايو 2010 م.
- اختير عضواً في لجنة التحكيم في برنامج (هز الملعب 2) في صيف 2008م في جولتي الكويت وجدة والرياض.
- في يوليو عام 2010 م انضم لقناة العربية في دبي مذيعاً في قسم الرياضة ولا يزال مستمراً هناك حيث مقر إقامته في إمارة دبي ولديه برنامج أسبوعي يومي السبت والأحد لتغطية الدوري الإنكليزي عبر قناة العربية. فقد ساهمت خبرته بالدوري الإنكليزي بإسناد هذا البرنامج له لتقديمه مع ألمع المحللين والنجوم العرب المهتمين بالدوري الإنكليزي، إضافة لتقديمه للنشرات الرياضية والمواجيز القصيرة.
- تمت الاستعانة به في عام 2012 م للتعليق على بعض المباريات في الدوري الإنكليزي في قناة أبوظبي الرياضية والتي تملك حقوق بث الدوري الإنكليزي حتى صيف 2013 م.[2]
- كاتب رياضي وله مقال أسبوعي في موقع العربية.نت .

## انظر ايضًا
- علي الغفيلي
- عبد العزيز الفضلي
- غادة مصلي